# Bočaki
 Bočadir  falu Horvátországban, Krapina-Zagorje megyében. Közigazgatásilag Konjščinához tartozik.

## Fekvése
Krapinától 27 km-re délkeletre, községközpontjától 2 km-re nyugatra, a megye keleti részén, a Horvát Zagorje területén, a Korpona folyó bal partján fekszik.

## Története
A településnek 1857-ben 152, 1910-ben 259 lakosa volt. Trianonig Varasd vármegye Zlatari járásához tartozott. 2001-ben 204 lakosa volt.

## Külső hivatkozások
- Konjščina község hivatalos oldala